# National Aquarium of New Zealand
L’Aquarium national de Nouvelle-Zélande (en anglais, National Aquarium of New Zealand), est un aquarium public situé à Napier, en Nouvelle-Zélande. 

## Histoire
L'aquarium a ouvert ses portes à son emplacement actuel en 1976. Au cours de sa première année d'existence, il a attiré 230 000 visiteurs à une époque où la population de Napier était d'environ 50 000 personnes. Au cours de ses cinq premières années d’activité, plus de 750 000 personnes ont visité le site. 
En 2002, l'aquarium a été agrandi et rénové pour un montant de 8 millions de dollars néo-zélandais. Ces travaux comprenaient, entre autres, l'ajout d'un océanarium de 1 500 000 L avec un tunnel en acrylique de 50 m et le remplacement de tous les réservoirs d'origine par des nouveaux. 

## Expositions
L'aquarium présente, notamment, les expositions suivantes : 
- Cichlidés africains
- Pacu d'Amazonie
- Tropiques asiatiques
- Rizière asiatique
- Fossiles de dinosaures
- Jardin d'eau asiatique
- Outback australien
- Dragons d'eau
- Cascade
- Récif de corail
- Tuatara
- Eau douce de Nouvelle-Zélande
- Petits pingouins
- Anguilles
- Tortue marine imbriquée
- Rivage rocheux
- Hippocampes
- Oceanarium

## Images

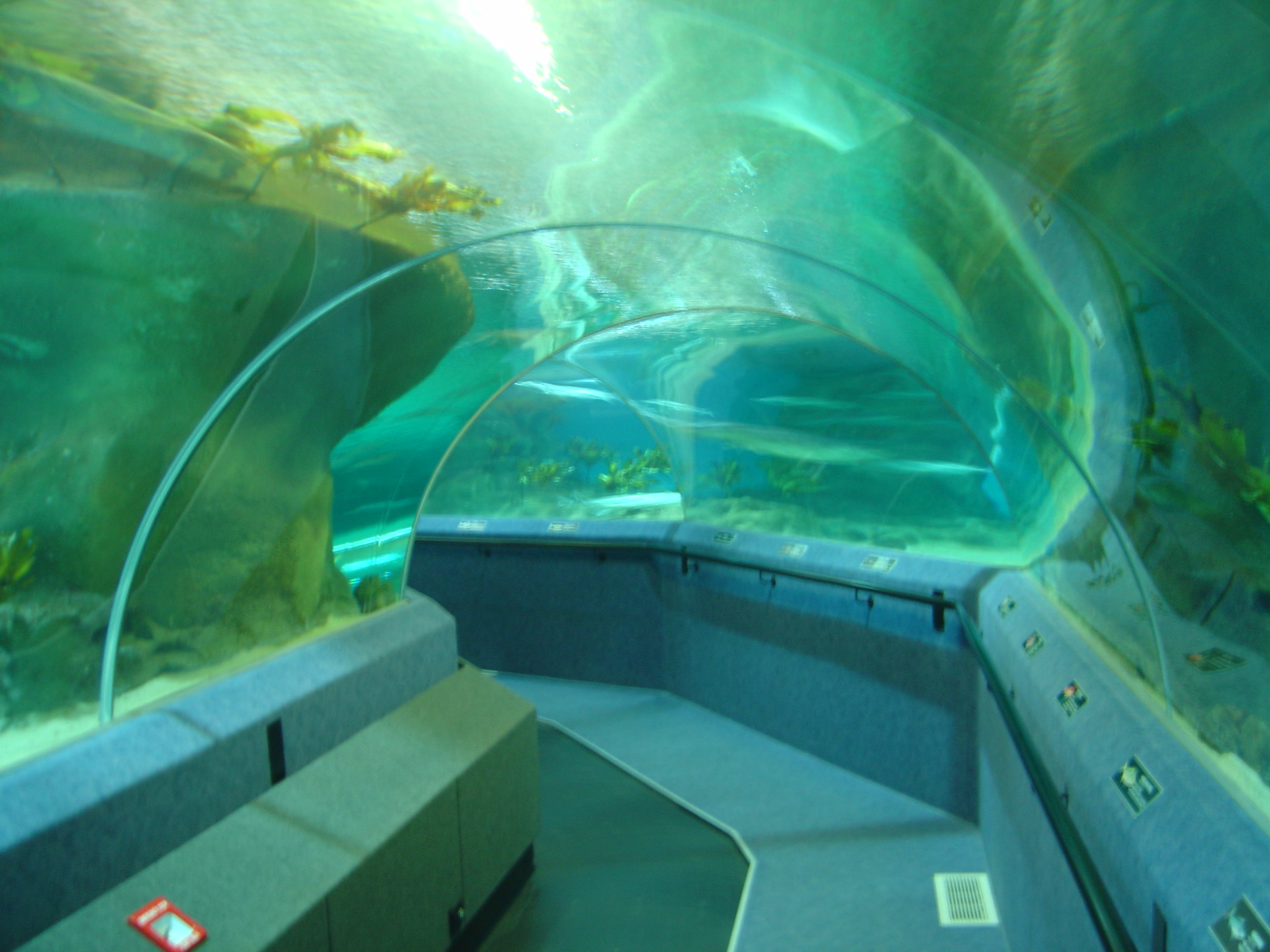
Vue depuis l'intérieur du tunnel acrylique de 50 m de l'océanarium de 1 500 000 L.
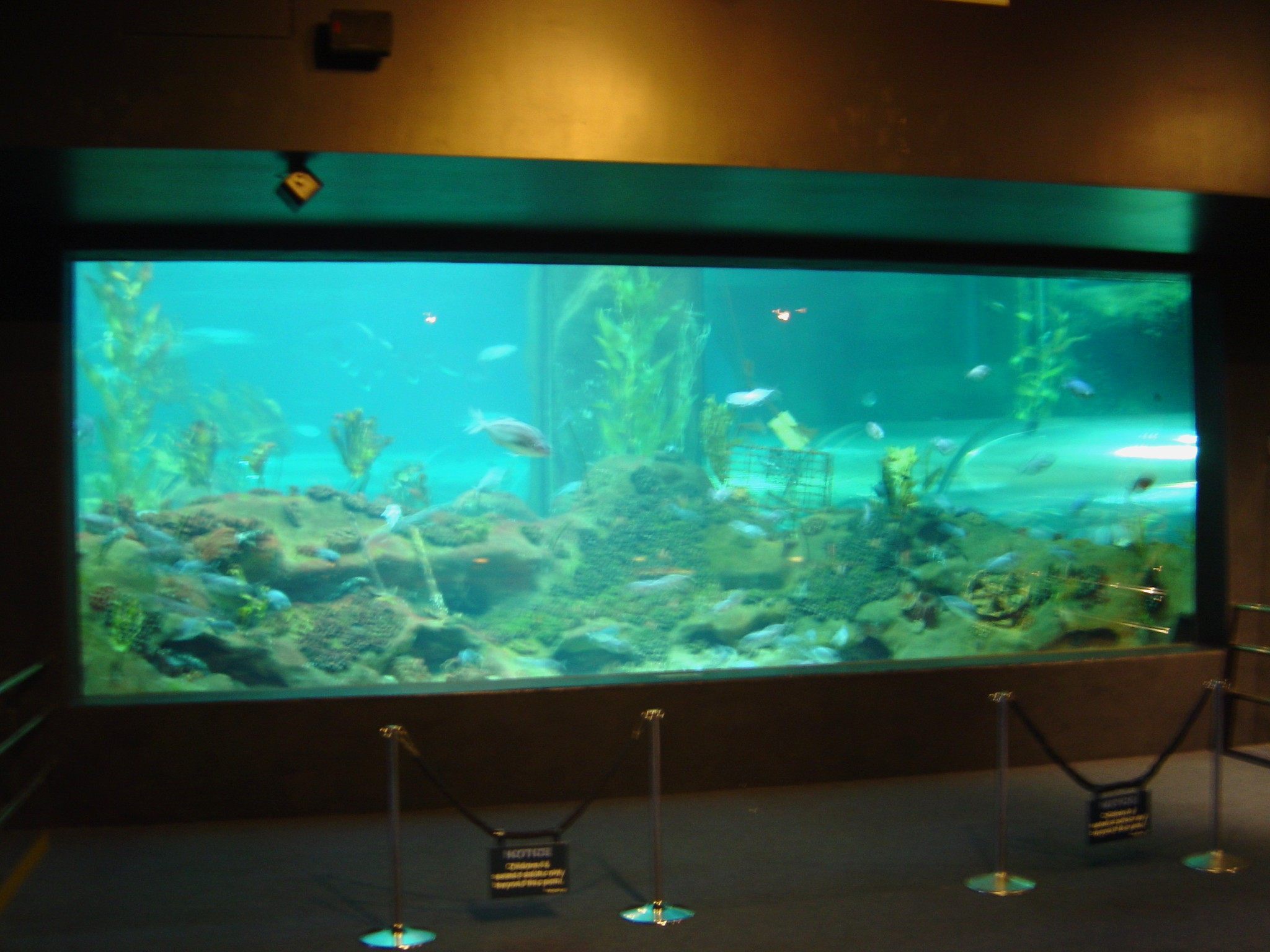
Fenêtre d'observation dans l'océanarium